# Kamory Doumbia
Kamory Doumbia (Bamako, Malí, 18 de febrero de 2003) es un futbolista maliense. Juega de centrocampista y su equipo es el Stade Brestois 29 de la Ligue 1 de Francia. Es internacional absoluto por la selección de Malí desde 2022.

## Trayectoria
Formado en las inferiores del Guidars de Malí, fichó por el Stade de Reims francés el 9 de julio de 2021. Jugó con el primer equipo del club el 9 de enero de 2022 ante el Clermont Foot.
En la temporada 2022-23 disputó 26 partidos en la Ligue 1. La siguiente temporada fue cedido al Stade Brestois 29 para seguir compitiendo en la misma categoría. A este equipo regresó en agosto de 2024 y firmó por cinco años.

## Selección nacional
Debutó con la selección de Malí el 23 de septiembre de 2022 ante Zambia.

## Estadísticas
Actualizado al último partido disputado el 17 de mayo de 2025.
| Club                        | Div.          | Temporada     | Liga  | Liga  | Copas nacionales | Copas nacionales | Copas internacionales | Copas internacionales | Total | Total |
| Club                        | Div.          | Temporada     | Part. | Goles | Part.            | Goles            | Part.                 | Goles                 | Part. | Goles |
| --------------------------- | ------------- | ------------- | ----- | ----- | ---------------- | ---------------- | --------------------- | --------------------- | ----- | ----- |
| Stade de Reims "II" Francia | 4.ª           | 2021-22       | 14    | 8     | —                | —                | —                     | —                     | 14    | 8     |
| Stade de Reims "II" Francia | Total club    | Total club    | 14    | 8     | 0                | 0                | 0                     | 0                     | 14    | 8     |
| Stade de Reims Francia      | 1.ª           | 2021-22       | 8     | 2     | 2                | 0                | —                     | —                     | 10    | 2     |
| Stade de Reims Francia      | 1.ª           | 2022-23       | 26    | 2     | 3                | 0                | —                     | —                     | 29    | 2     |
| Stade de Reims Francia      | Total club    | Total club    | 34    | 4     | 5                | 0                | 0                     | 0                     | 39    | 4     |
| Stade Brestois 29 Francia   | 1.ª           | 2023-24       | 25    | 6     | 1                | 0                | —                     | —                     | 26    | 6     |
| Stade Brestois 29 Francia   | 1.ª           | 2024-25       | 30    | 3     | 4                | 0                | 10                    | 0                     | 44    | 3     |
| Stade Brestois 29 Francia   | Total club    | Total club    | 55    | 9     | 5                | 0                | 10                    | 0                     | 70    | 9     |
| Total carrera               | Total carrera | Total carrera | 103   | 21    | 10               | 0                | 10                    | 0                     | 123   | 21    |